# IC 2511
IC 2511 је спирална галаксија у сазвјежђу Шмрк (Пумпа) која се налази на листи објеката дубоког неба у Индекс каталогу.
Деклинација објекта је - 32° 50' 21" а ректасцензија 9h 49m 24,2s. Привидна величина (магнитуда) објекта IC 2511 износи 12,2 а фотографска магнитуда 13,0. Налази се на удаљености од 31,620 милиона парсека од Сунца. IC 2511 је још познат и под ознакама IC 2512, MCG -5-23-18, ESO 374-49, AM 0947-323, PGC 28246.